# Edmund Gosse
Sir Edmund William Gosse (n. 21 septembrie 1849 - d. 16 mai 1928) a fost un scriitor englez.
Tatăl său a fost naturalistul Philip Henry Gosse, iar mama pictorița și ilustratoarea Emily Bowes.

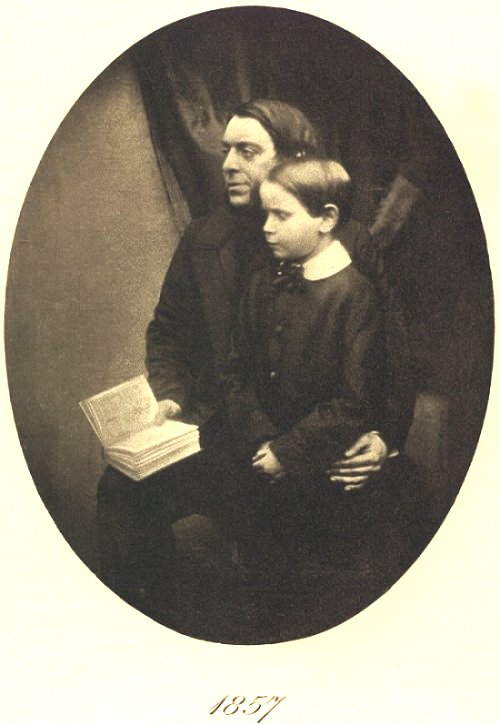
Edmund Gosse în 1857 împreună cu tatăl său, Philip Henry Gosse

## Scrieri
- 1882: Thomas Gray (studiu critic)
- 1888: Viața lui Congreve ("Life of Congreve"), studiu critic
- 1889: Literatura engleză în secolul al XVIII-lea ("History of the 18th Century Literature")
- 1899: Viața și corespondența lui John Donne ("Life and Letters of John Donne")
- 1907: Tată și fiu ("Father and Son"), roman autobiografic
- 1911: Culegere de poeme ("Collected Poems"), literatură peisagistică și idilică
- 1917: Viața lui Swinburne ("Life of Swinburne"), monografie.

Gosse a realizat și o serie de traduceri din Ibsen, prin care a trezit interesul publicului englez.
1. 1 2 3 4 5 6  Kindred Britain
2. ↑  Autoritatea BnF, accesat în 10 octombrie 2015
3. ↑  CONOR.SI[*] Verificați valoarea |titlelink= (ajutor)
4. ↑  Liste des docteurs honoris causa de l'Université de Paris de 1918 à 1933 inclus (în franceză), Annales de l'Université de Paris[*], 1934, p. 90-95
5. ↑   https://gallica.bnf.fr/ark:/12148/bpt6k121022c/f5 Lipsește sau este vid: |title= (ajutor)